# キュナード・ライン
キュナード・ライン（Cunard Line）は、アメリカのカーニバル・コーポレーションの傘下のイギリスの海運会社。P&Oとともに長らくイギリスのフラッグ・キャリアの一つであった。

## 沿革

### 設立
1839年、サミュエル・キュナード、ロバート・ネイピア、ジェームズ・ドナルドソン、ジョン・バーンズとともに、イギリス政府の郵便補助航路企業として、「イギリス及び北アメリカ郵便逓送特許汽船会社（British and North American Royal Mail Stamp Packet Co.）」を設立し、翌年にリヴァプール・ハリファックス間、リヴァプール・ボストン間、リヴァプール・ケベック間にブリタニア号以下新造船を相次いで就航させた。
以後、同社は、政府の保護とキュナード以下経営首脳陣の辣腕により激烈な業界の競争に耐え、コリンズ・ラインなどの強敵を退けその基礎を固めた。1878年に株式会社組織に改め、キュナード汽船会社（Cunard Steamship Line Shipping Company）となり、1880年にその株式を公募した。

### 拡大
20世紀に入り、同社はポート・ライン（Port Line）及びブロックルバンク（Thos.&Jns. Brocklebank）をそれぞれ傘下におさめ、キュナード・グループを形成し貨物船航路の経営に進出した。さらに1934年、長らくライバルであったホワイト・スター・ライン（White Star Line、1845年創業）を合併し、その主要港路キュナード・ホワイト・スター・ラインに、クイーン・メリー号、クイーン・エリザベス号など豪華客船を就航させた。本社はリヴァプール。

### 経営不振
1963年当時の保有船舶は18隻、374,573総トンで、グループ全体では70隻、827,896総トンの船舶を抱え、定期船運航に専業していた。しかしその後10年ほどで、運航コストが年々上昇して経営不振に陥り、保有船舶を減らしたり、タンカーやコンテナ輸送部門に進出して経営多角化を図ったが、赤字を計上し続けた。
1980年代にはノルウェーでのクルーズ運営に参加し、1998年には、クルーズブームで業績が拡大したアメリカのカーニバル・コーポレーションの傘下に入った。

## 命名規則

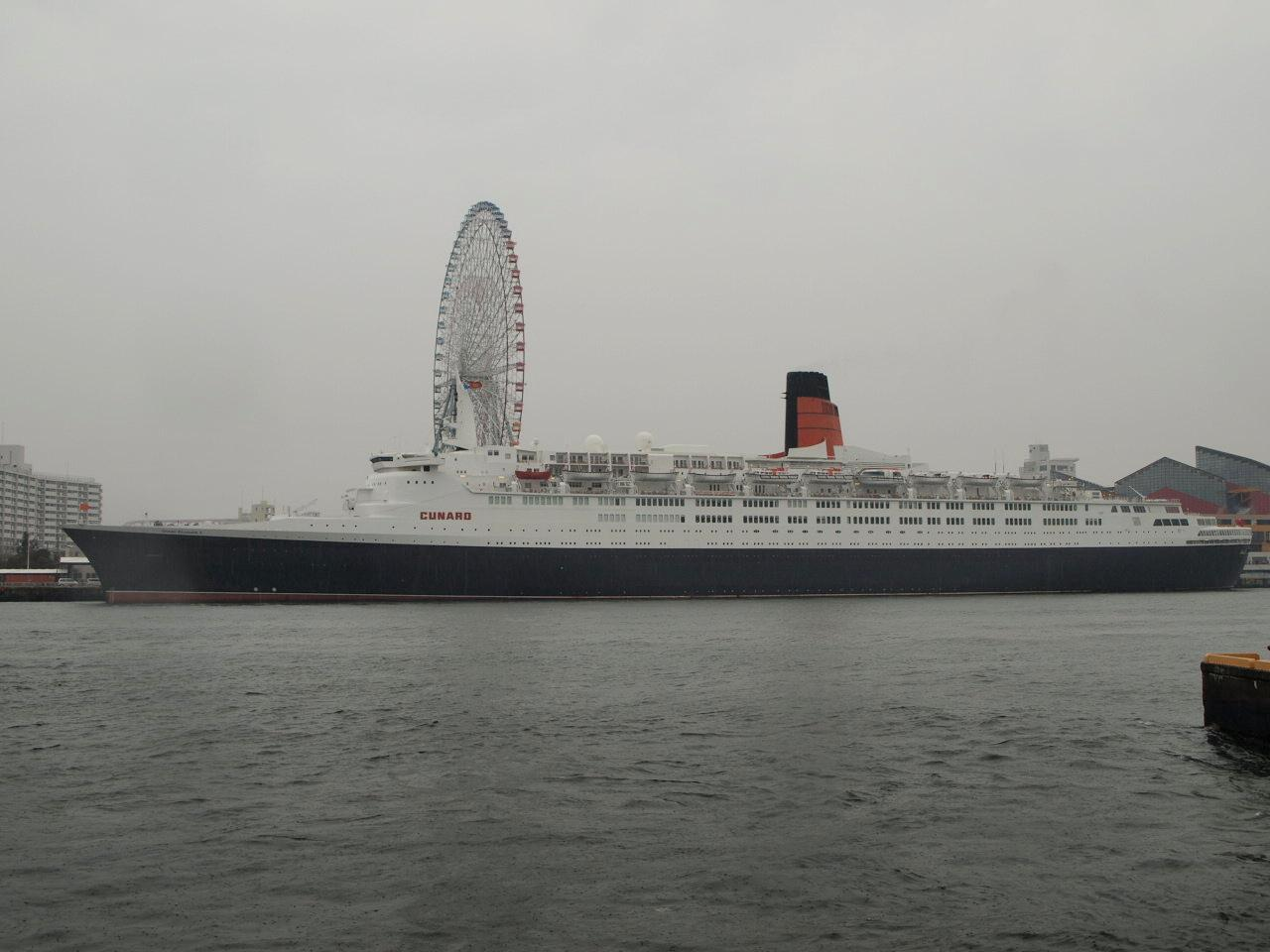
キュナード・ラインのフラッグ・シップを長きにわたって務めたクイーン・エリザベス2。大阪港天保山岸壁にて（2008年3月19日）

キュナード・ラインの船は命名規則として、末尾「-ia」で終わる地名を船名とすることを伝統とした。しかし、ルシタニア号の賠償船としてドイツから引き渡されたベレンガリア号が人名を冠したことで原則が崩れはじめ、1936年に登場したクイーン・メリー号によって、フラッグ・シップに限り冒頭に「Queen」を冠するという新たな規則が加わる。
実はクイーン・メリー号は上記の命名規則に従い「ビクトリア号」（Victoria）に内定していた。この裁可のため社長がジョージ5世に謁見した際に「この度の新客船には偉大な“queen”（女王または王妃）の名を冠します」と遠まわしに奏上した所、メアリー王妃と勘違いされ「そうか。ありがとう」と言われたことに起因する。クイーン・メリー号は資金繰りに窮し約3年半放置されるなど建造が難航し、国から多額の補助を受けていた関係から、この国王の「命令」は絶対だったのである。
ちなみに、同社がクイーン・メリー号建造資金の補助を受けるにあたり、条件の一つとして挙げられていたものに経営難に陥っていたホワイト・スター・ラインとの合併がある。これは1934年に実行され、オリンピック号やブリタニック号などを引き継いだ。元ホワイト・スター・ラインの船は末尾「-ic」で終わる船名が命名基準となっているがキュナードでも改名せずに使用しているため、これらについては命名規則の例外扱いである。

## 主な船舶
- ブリタニア
- ルシタニア
- モーリタニア
- カルパチア（タイタニック遭難事件で生存者の救助にあたった）
- クイーン・メリー（1936年～）
- クイーン・エリザベス（1940年～）
- クイーン・エリザベス2（1969年～）
- クイーン・メリー2（2004年～）
- クイーン・ヴィクトリア（2007年～）
- クイーン・エリザベス（2010年～）
- クイーン・アン（2024年～）